# Ваља Брадулуј (Арђеш)
Ваља Брадулуј (рум. Valea Bradului) насеље је у Румунији у округу Арђеш у општини Михаешти. Oпштина се налази на надморској висини од 399 m.

## Становништво
Према подацима из 2002. године у насељу је живело 273 становника.

### Попис2002.
| Расподела становништва по националности 2002.‍ | Расподела становништва по националности 2002.‍ | Расподела становништва по националности 2002.‍ | Расподела становништва по националности 2002.‍ | Расподела становништва по националности 2002.‍ |
| --------------------------------------------- | --------------------------------------------- | --------------------------------------------- | --------------------------------------------- | --------------------------------------------- |
|                                               |                                               |                                               |                                               |                                               |
| Румуни                                        | Румуни                                        |                                               | 229                                           | 83,9%                                         |
| Роми                                          | Роми                                          |                                               | 44                                            | 16,1%                                         |